# Acrocercops vallata
Acrocercops vallata är en fjärilsart som beskrevs av Tosio Kumata och Hiroshi Kuroko 1988. Acrocercops vallata ingår i släktet Acrocercops och familjen styltmalar. Inga underarter finns listade i Catalogue of Life.